# Ali Zaky
Ali Zaky Attia (* 1930 in Alexandria; † 12. März 2005 in Gizeh) war ein ägyptischer Turner.

## Leben
Ali Zaky nahm an den Olympischen Spielen 1948 in London und 1952 in Helsinki in allen Turndisziplinen teil. Sein bestes Resultat erzielte er 1952 als Siebter im Wettkampf an den Ringen. Darüber hinaus konnte Zaky bei den Mittelmeerspielen 1951 insgesamt 12 Medaillen, darunter viermal Gold, gewinnen. Bei den Mittelmeerspielen 1955 folgten sechs weitere.